# Qadad

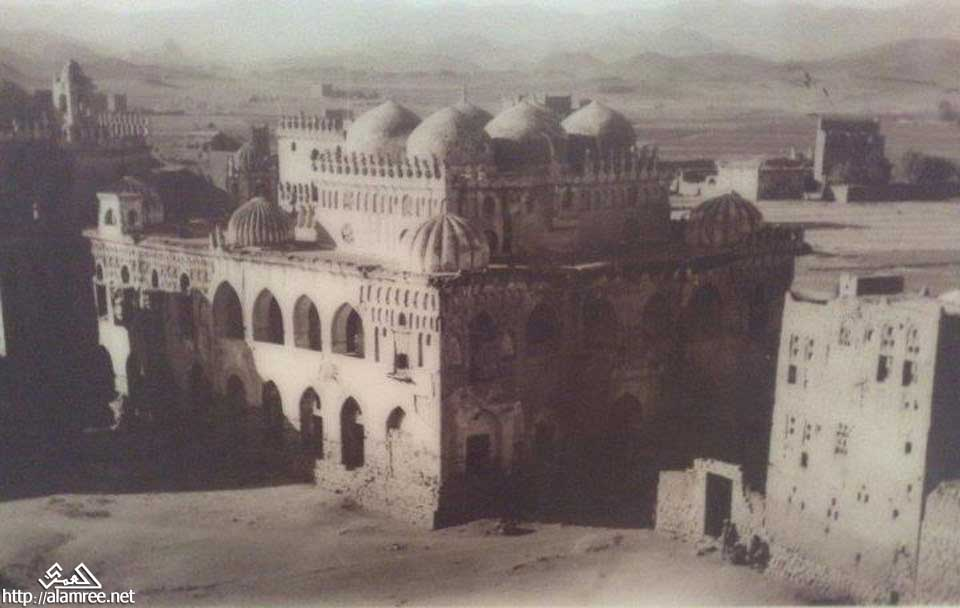
L' escola Amiriya, construïda amb qadad

Qadad o qudad (àrab: قضاض, qaḍāḍ o quḍāḍ) és una superfície de guix impermeable, feta d'un guix de calç tractat amb calç apagada i olis i greixos. La tècnica, semblant a l'opus signinum dels romans, té més de mil anys, amb les restes d'aquest guix primerenc encara es veuen a les comportes dempeus de l'antiga presa de Marib.
L'any 2004, la cineasta Caterina Borelli va fer un documental Qudad, Re-inventing a Tradition. Documenta la restauració del Complex Amiriya, que va ser guardonat amb el Premi Aga Khan d'Arquitectura el 2007.

## Composició
Cendra volcànica, pedra tosca, escoria (àrab: شاش), en el dialecte iemenita, o un altre agregat volcànic triturat s'utilitzen sovint com a agents puzolànics, que recorden l'antic guix de calç romà que incorporava cendra volcànica puzolànica.
A causa de la lentitud d'algunes de les reaccions químiques, el morter de qadad pot trigar més d'un centenar de dies a preparar-se, des de l'extracció de matèries primeres fins a l'inici de l'aplicació a l'edifici. També pot trigar més d'un any a configurar-se completament.

## Referències

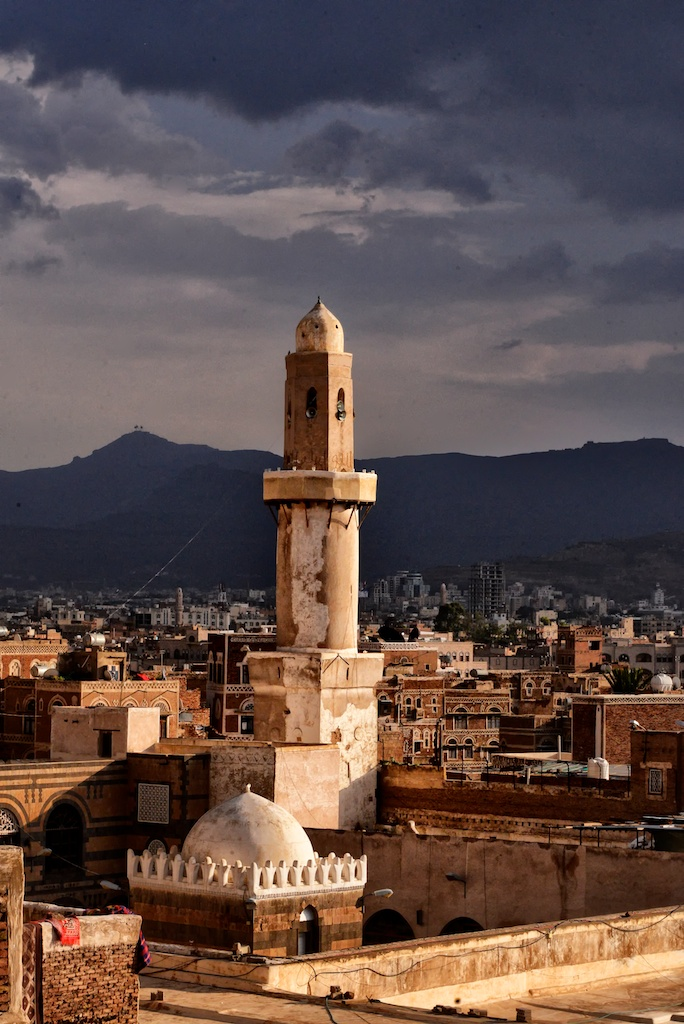
Un minaret de la Gran Mesquita de Sanàa al Iemen, de més de 1.300 anys d'antiguitat, construït amb qadad. Ara s'està restaurant

## Ús
A Sanà de principis del segle xx, el guix qadad s'utilitzava per revestir piscines, embassaments i posses, i per fer-los impermeables. Sovint, el seu ús s'estenia a la sala de la cuina principal i als canals i piques, allà on era probable que l'aigua s'aprofités àmpliament (vegeu també tadelakt). Les parets dels magatzems on es guardava el gra i que requerien ser impermeables a l'aigua també eren sovint pintades amb qadad, i que donaven a les habitacions l'aspecte d'estar pintades amb pintura a l'oli. Carl Rathjens, que va visitar el Iemen a la primera meitat del segle xx, esmenta haver vist a Sanà «les cases de gent acomodada» on els vestíbuls d'entrada sovint estaven pintats amb qadad fins a una certa alçada. Les parets interiors dels banys públics eren de vegades de maó, de vegades de pedra. Si era de maó, estaven protegides amb una gruixuda capa de guix dur que després es pintaven a l'oli.